# B-17に関連する作品の一覧
B-17に関連する作品の一覧（B-17にかんれんするさくひんのいちらん）は、アメリカ合衆国のボーイング社が開発した四発重戦略爆撃機、B-17 フライングフォートレスに関係する作品の一覧である。

## 映画
『1941』

『あの日の指輪を待つきみへ』
北アイルランド・ベルファストとミシガン州を舞台にした戦時メロドラマ。1941年5月のシーンと1944年のシーンにB-17Gが実機で出演。
『ガンヘッド』
登場する垂直離着陸機「メリーアン」は本機をベースにしている。
『最後のミッション』
『世にも不思議なアメージング・ストーリー』の一編。底部銃座に取り残された乗員を描く不思議な掌編映画。
『シャドウ・イン・クラウド』
連絡飛行に飛び立った一機のB-17が日本軍機に加えて、空を飛ぶ怪物からの襲撃に直面する。
『頭上の敵機』

『零戦燃ゆ』
大戦初期の零戦の強敵として登場。
『空の要塞』

『戦う翼』

スティーブ・マックィーンが主役　(命知らずに戦う機長役)
『翼の凱歌』
ラストシーンに登場。南方に出征した大川勇吉と野田喬が共同撃墜する。
撮影には、フィリピンの戦いで鹵獲されたB-17の実機が使われた。
『トラ・トラ・トラ!』
真珠湾攻撃が行われている最中に米本土から飛来したB-17の編隊が、零式艦上戦闘機の攻撃を受ける。フェリー状態なので弾薬未搭載で燃料も空に近く、飛行場へ着陸しようとするが味方の高射砲から誤射され、編隊長機は被弾から引込脚が故障して、胴体着陸を試みる羽目に陥る。飛行シーンを含め、撮影には実物が使用されている。
『フライング・フォートレス』

『ミッドウェイ』

『メンフィス・ベル』
イギリスからドイツへの爆撃任務に就いたB-17の機内で起こる人間ドラマを実機を用いて撮影し、映画の大部分はB-17と共に進行する。B-17がどのような実戦に参加したのか、また、その任務に伴った危険や、多人数が搭乗する爆撃機という機種特有の機内の人間関係などが分かりやすくうかがえる。

## テレビドラマ
『TAKEN』
第二次世界大戦中連合軍のパイロットからの報告にある「Foo Fighters」をモチーフにしたスピルバーグ監督のテレビドラマ。冒頭、主人公が大戦中にB-17に搭乗し、未確認飛行物体を発見する。
『頭上の敵機』(en)

『爆撃命令』

## 小説
『A Higher Call』
チャーリー・ブラウンとフランツ・スティグラー事件を元にしたノンフィクション。
『鏖殺の凶鳥』（文庫名：『凶鳥〈フッケバイン〉 ヒトラー最終指令』）
米軍機が登場。ドイツ領内に不時着した国籍不明機を機体もろとも爆撃する。
『大空のサムライ』
『紺碧の艦隊』
後世日本軍の哨戒飛行艇「仙空」が発射したワ式噴進弾によって撃墜される。
『タイムスリップ大戦争』
ベトナムに派遣された日本国防軍のナイキやホークといった対空ミサイルに撃墜される。
『麦畑のミッション』
上記『メンフィス・ベル』と同じシチュエーションに陥ったB-17乗員の間のドラマを描いた小説。

## 漫画・アニメ
『RAISE』
作品的には上記『メンフィス・ベル』の世界観をモデルにしているが、内容的にはまったく別物（主人公であるスタンレー大尉以下、搭乗クルー全員が何等かの軍規違反により軍法会議を受け、銃殺刑の執行と引き換えに戦争が終わるまで搭乗を続ける点が大きな違いである）。
『ジパング』
ダンピール海峡における、イージス護衛艦「みらい」に対する攻撃作戦の指揮官機として登場。後部のファランクスが給弾中であることを察知して艦尾から攻撃しようとするが、攻撃直前に弾薬の給弾が完了したファランクスの対空砲火を受けて損傷。最後は生き残った乗員たちが脱出した後、彼らを巻き込まないようしばらく飛んだ後に、死亡したパイロットの代わりに操縦するハットン大尉もろとも空中爆発する。
『ストライクウィッチーズ ROAD to BERLIN』
リベリオン（アメリカをモデルにした架空の国家）軍の兵器として登場。
『戦場まんがシリーズ』
「成層圏気流」にて不時着したB-17がドイツ空軍によって鹵獲され、後にV2ロケットに搭載する予定であるドイツ製の核弾頭を輸送する役目を負わされる。『ザ・コクピット』のタイトルでOVA化もされた。「大艇再び還らず」では二式大艇の敵機役として一騎討ちに挑むが、上からのしかかられて海没してしまう。他には「ベルリンの黒騎士」、「翼手龍の時代」において敵機として登場する。
『戦え!超ロボット生命体トランスフォーマー』
テレビシリーズ『The Transformers Season2』に登場。ガダルカナル島に埋まっていた本機の残骸を使い、スタースクリームが宇宙兵ブレストオフを誕生させる。
『8－エイト－』
あちこちの部隊から乗員がかき集められたB-17乗員たち。本来は10名で稼働させる機体だが名簿上は9名、実際に乗っているのは8名しかいない。

## ゲーム
『Aces High』

『Air Warrior』

『B-17』
アバロンヒルの戦闘級ウォーシミュレーションゲーム。プレイヤーはB-17Fの機長となり、クルーを指揮しながら1943年から半年間を戦い抜く。時期が時期なのでフランス上空以降は護衛戦闘機が付かず、第8航空軍の苦悩を体験出来る。
『B-17 Flying Fortress』
『B-17 フライングフォートレス』
『B-17 フライングフォートレスII』
B-17Gを用いた爆撃をシミュレートしたゲーム。爆撃手順や、それに至るまでの飛行中に行うべき搭乗クルーの管理など、機長としての役割を学ぶことができる。
『B-17, Queen of the Skies』

『Civilization V』

『IL-2 Sturmovik 1946』
プレイヤーが操縦できないAI専用機体として、B-17D/E/F/Gの4機体が収録されている。4機体それぞれに異なる機体外観や飛行性能・爆弾搭載性能が実機に基づいて再現されている。Bf109やFw190といったドイツ空軍機体にプレイヤーが搭乗して爆撃しに来たAI操縦のB-17を迎撃するミッション、あるいはAIが操縦するB-17を護衛するP-51 マスタングにプレイヤーが搭乗して敵ドイツ迎撃機を排除して爆撃を成功に導くなど、史実を再現したプレイが可能である。
非公式MODにより、この4機種に別の機体のコックピットを割り当ててプレイヤー操縦可能とすることもできる。その場合、機体性能の点では再現されているものを体験することが可能となる。
『R.U.S.E.』
アメリカの爆撃機として登場。
『WarBirds』

『War Thunder』
アメリカの爆撃機ツリーにB-17E・B-17E/Lite・B-17Gが登場し、プレイヤーも操縦が可能。また、日本軍が鹵獲したB-17が日本軍の課金機体として登場。
『空軍大戦略』
アメリカ空軍の対ドイツの主力爆撃機として登場。
『コール オブ デューティシリーズ』
『CoD:UO』
一部ミッションでイギリス空軍の機体が登場し、プレイヤーは本機の防御機銃手を務める。襲い掛かるドイツ空軍のBf109から本機を護衛することになる。
『CoD:WaW』
日本軍の飛行場を爆撃するために出撃するが、日本軍の猛烈な対空砲火に会い、何機かが撃墜される。
「CoD:WWII」
ドイツ本土を空爆する為、編隊を組んで飛行する。道中、敵のBf109に遭遇しプレイヤーはP-47でそれを迎撃し護衛することになる。
『スナイパーエリートV2』
一部マップで大量に上空を飛行していく。
『バトルフィールド1942』
アメリカ軍・イギリス軍の爆撃機として登場する。
『ヒーローズインザスカイ』

『零式艦上戦闘記』

『鋼鉄の咆哮 ウォーシップコマンダー』
アメリカ型の航空機として登場。初代や2では敵機としてのみ登場したが、3ではプレイヤーが購入可能な機体となった。
『紺碧の艦隊2 ADVANCE』
アメリカの爆撃機として登場。